# بارلو ۱۵۴۶۶
سیارک ۱۵۴۶۶ (به انگلیسی: 15466 Barlow، نامگذاری:1999AR23) پانزده هزار و چهارصد و شصت و ششمین سیارک کشف شده‌است که در ۱۴ ژانویه ۱۹۹۹ کشف شد.
قدر مطلق سیارک برابر ۲۹.۵ است.